# تقرير كولي
تقرير كولي (بالإنجليزية: Colley Report)‏ هي ورقة تقرير في عام 2006 بشأن زواج المثليين والشراكة المدنية تم إنتاجها من قبل الحكومة الأيرلندية. عُرِف التقرير رسميًا باسم «ورقة الخيارات حول تلشركاء المتساكنين» (2006)، وتمت تسمية التقرير باسم رئيسته، آن كولي.

## الخلفية
في 20 ديسمبر 2005، أعلن وزير العدل، مايكل ماكدويل، أنه سينشئ مجموعة عمل في وزارة العدل لتوفير خيارات للنظر فيها من قبل الحكومة. جاء هذا الإعلان بعد يوم من قيام بلفاست في أيرلندا الشمالية بأول احتفالات تسجيل الشراكة المدنية البريطانية الجديدة. قالت الحكومة إنها ستصدر تشريعات بعد التقرير، لكن قال رئيس الوزراء الأيرلندي بيرتي أهرن أيضًا إنه قد لا يكون هناك وقت للقيام بذلك قبل الانتخابات المقبلة في ذلك الوقت.

## سير العملية
تضمنت مجموعة العمل هذه، التي ترأسها النائبة البرلمانية السابقة آن كولي، شبكة المساواة للمثليين والمثليات، وهي منظمة ضغط لحقوق المثليين، الذين قالوا إنهم يتوقعون توصية بالزواج المدني. سهلت المجموعة عقد مؤتمر حول هذا الموضوع في مايو 2006، كمدخل لتقاريرها التي حضرها خبراء من دول أخرى قننت الاتحادات المدنية وزواج المثليين. خلال كلمته، قطع أعضاء في «جماعة الهيبيرنيين القديمة» (بالإنجليزية: Ancient Order of Hibernians)‏ التي عارضت خطط الحكومة كلمة وزير العدل مايكل ماكدويل.

## النتيجة
كان من المقرر في البداية أن يتم تقديم تقرير بحلول مارس 2006، ولكن قدمت المجموعة تقريرها إلى الحكومة في نوفمبر 2006. وأوصوا بأن مخطط شراكة مدنية من شأنه أن يحل معظم القضايا للشركاء المثليين والشركاء المتساكنين، مع توفير فوائد أقل من زواج. فتح الزواج المدني للأزواج المثليين سيكون عرضة للطعن الدستوري. كما أوصوا أيضًا بالافتراض القانوني للشراكة للشركاء الذين عاشوا معًا لمدة ثلاث سنوات أو لديهم أطفال معًا. لم تقدم أي توصيات للشركاء غير المتزوجين بسبب نقص البحوث. راجعت الحكومة التقرير، لكن لم يتم تقديم أي تشريع قبل الانتخابات العامة الأيرلندية 2007، وفي الفترة الفاصلة، رفضت الحكومة تشريع المعارضة لتقنين الاتحاد المدني، قائلة إنه يجب أن ينتظر التشريع الطعن أمام المحكمة العليا لقضية زابون ضد مفوضي الإيرادات.

## الاستجابة
تم الترحبب بالتقرير من قبل شبكة المساواة للمثليين والمثليات، واللجنة الأيرلندية لحقوق الإنسان، ومنظمات حقوقية أخرى. كما دعا «أوغرا فيانا فيل» (شباب فيانا فيل) (بالأيرلندية: Ógra Fianna Fáil) إلى التطبيق الكامل للتقرير. في الوقت نفسه، انتقد عدد من منظمات المثليين، بما في ذلك شبكة المساواة للمثليين والمثليات و «إل جي بي تي نويز» (بالإنجليزية: LGBTNoise)‏ ومنظمة «المساواة في الزواج» (بالإنجليزية: Marriage Equality)‏، الشراكة المدنية باعتبارها «مؤسسة منفصلة وغير متكافئة».